# Liste der Biografien/Holc
Liste der Biografien |
Portal Biografien |
Personensuche
# |
A |
B |
C |
D |
E |
F |
G |
H |
I |
J |
K |
L |
M |
N |
O |
P |
Q |
R |
S |
T |
U |
V |
W |
X |
Y |
Z |
?
 
Ha |
Hd |
He |
Hi |
Hj |
Hk |
Hl |
Hm |
Hn |
Ho |
Hr |
Hs |
Ht |
Hu |
Hv |
Hw |
Hy
 
Hoa |
Hob |
Hoc |
Hod |
Hoe |
Hof |
Hog–Hok |
Hol |
Hom |
Hon |
Hoo |
Hop |
Hoq |
Hor |
Hos |
Hot |
Hou |
Hov |
How |
Hox |
Hoy |
Hoz
 
Hola |
Holb |
Holc |
Hold |
Hole |
Holf |
Holg |
Holi |
Holj |
Holk |
Holl |
Holm |
Holn |
Holo |
Holp |
Holr |
Hols |
Holt |
Holu |
Holv |
Holw |
Holy |
Holz
Die Liste der Biografien führt alle Personen auf, die in der deutschsprachigen Wikipedia einen Artikel haben. Dieses ist eine Teilliste mit 33 Einträgen von Personen, deren Namen mit den Buchstaben „Holc“ beginnt.

## Holc

### Holcb
- Holcbecher, Mathis (* 2001), Schweizer Fussballspieler

### Holce
- Holce, Joachim (1683–1742), deutscher Theologe, Gymnasiallehrer und Pastor
- Holcer, Dragan (1945–2015), jugoslawischer FußballspielerDragan Holcer (1945–2015)

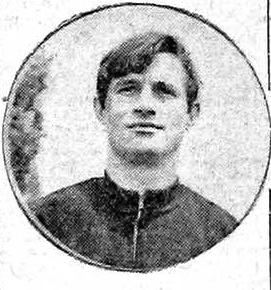
Dragan Holcer (1945–2015)

### Holch
- Holch, Christel (1886–1969), dänische Theater- und Filmschauspielerin

### Holci
- Holčík, Juraj (1903–1984), evangelisch-lutherischer Theologe und Pfarrer der Slowakischen Evangelischen Kirche (ECAV)

### Holck
- Holck, Axel (1863–1940), dänischer Statistiker und Amateur-Kunsthistoriker
- Holck, Conrad (1745–1800), dänischer Hofmarschall und Amtmann
- Hölck, Emil (1835–1916), deutscher Landwirt und Politiker
- Hölck, Thomas (* 1962), deutscher Politiker (SPD), MdL

### Holcm
- Holcmann, Gernot (* 1981), österreichischer Fußballspieler

### Holco
- Holcomb, Arthur, US-amerikanischer Filmtechniker
- Holcomb, Cole (* 1996), US-amerikanischer American-Football-Spieler
- Holcomb, Eric (* 1968), US-amerikanischer Politiker
- Holcomb, Marcus H. (1844–1932), US-amerikanischer Politiker
- Holcomb, Robin (* 1954), US-amerikanische Jazz- und Folk-Komponistin, Songwriterin sowie Pianistin und Sängerin
- Holcomb, Roscoe (1912–1981), US-amerikanischer Sänger und Multiinstrumentalist (Banjo, Gitarre, Mundharmonika, Geige)
- Holcomb, Silas A. (1858–1920), US-amerikanischer Jurist und Politiker
- Holcomb, Steven (1980–2017), US-amerikanischer Bobpilot
- Holcomb, Thomas (1879–1965), General und Kommandant des United States Marine Corps
- Holcomb-Faye, Whit (* 1984), US-amerikanischer Basketballspieler
- Holcombe, Arthur N (1884–1977), US-amerikanischer Historiker und Politikwissenschaftler
- Holcombe, Bill (1924–2010), US-amerikanischer Komponist und Flötist
- Holcombe, George (1786–1828), US-amerikanischer Politiker
- Holcombe, James Philemon (1820–1873), US-amerikanischer Jurist, Lehrer, Schriftsteller und Politiker
- Holcombe, William (1804–1870), US-amerikanischer Politiker
- Holconius Celer, Marcus, antiker römischer Unternehmer und Politiker
- Holconius Rufus, Marcus, antiker römischer Unternehmer, Politiker und Priester

### Holcr
- Holcroft, Edward (* 1987), britischer Schauspieler
- Holcroft, Thomas (1745–1809), englischer Schriftsteller und Übersetzer

### Holcz
- Holczabek, Wilhelm (1918–2001), österreichischer Gerichtsmediziner
- Holczak, Franz (1893–1977), deutscher Jurist
- Holczer, Hans-Michael (* 1953), deutscher RadsportmanagerHans-Michael Holczer (* 1953)

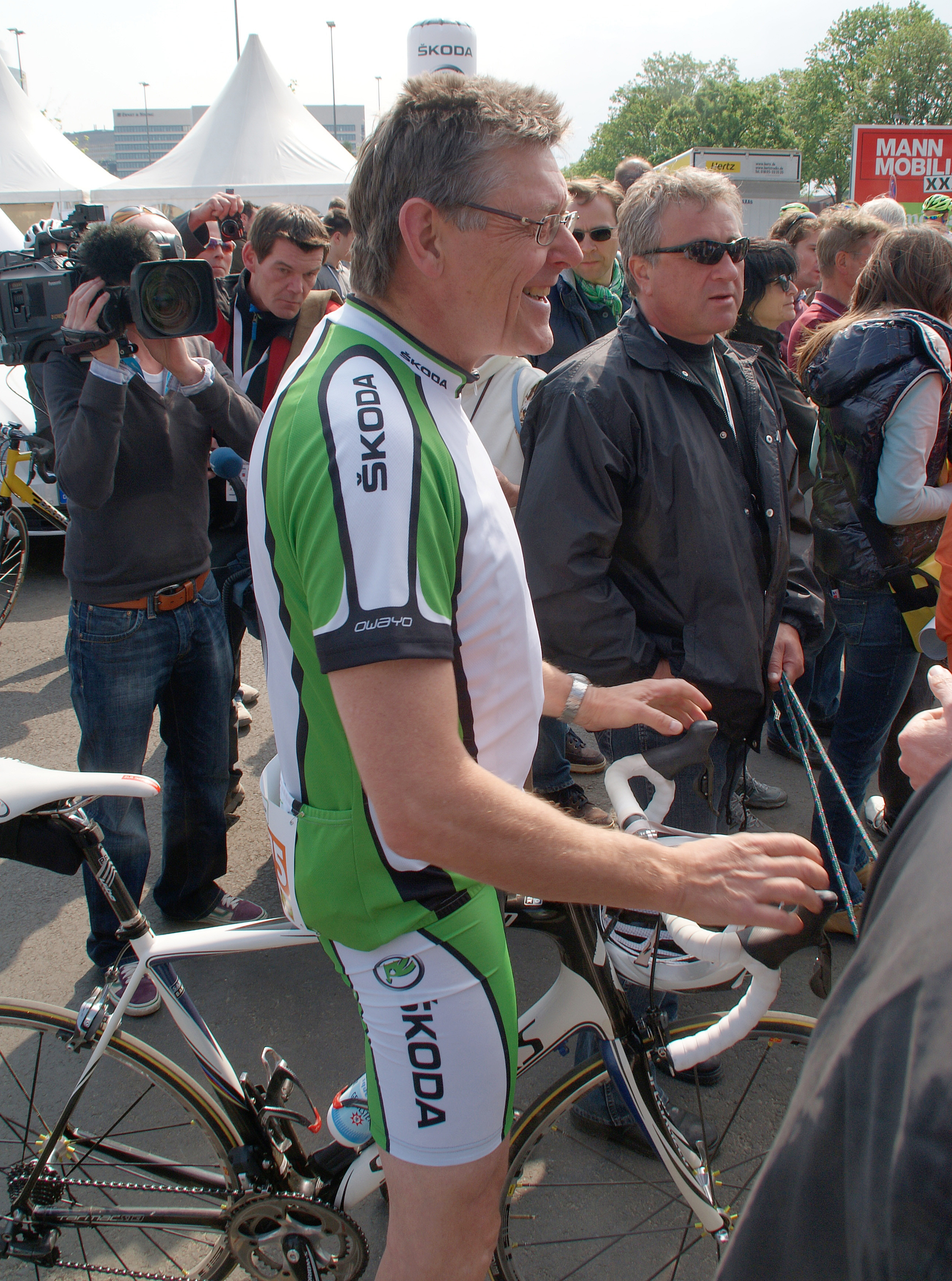
Hans-Michael Holczer (* 1953)

- Hölczl, Elemér, ungarischer Radrennfahrer